# Macolor niger
Macolor niger és una espècie de peix de la família dels lutjànids i de l'ordre dels perciformes.

## Morfologia
- Els mascles poden assolir 75 cm de longitud total.[2]

## Alimentació
Menja peixos i crustacis.

## Hàbitat
És un peix marí de clima tropical i associat als esculls de corall que viu entre 2-90 m de fondària.

## Distribució geogràfica
Es troba des de l'Àfrica oriental fins a Samoa, el Japó i Austràlia.